# Aphodaulacus koltzei
Aphodaulacus koltzei är en skalbaggsart som beskrevs av Edmund Reitter 1892. Aphodaulacus koltzei ingår i släktet Aphodaulacus och familjen Aphodiidae. Inga underarter finns listade i Catalogue of Life.